# Bajadser (film)
Bajadser er en stumfilm fra 1919 instrueret og med manuskript af Fritz Magnussen.
Filmen er en filmatisering af Leoncavallos opera fra 1892 Bajadser (italiensk: Pagliacci).